# Onno van der Hart
Onno van der Hart (* 1941 in Amsterdam) ist ein niederländischer Psychologe, der ab 2006 als Mitautor eines Buches über die Theorie der strukturellen Dissoziation bekannt wurde. 1978 promovierte er in Leiden. Von 1992 bis 2002 war er Honorarprofessor an der Universität Utrecht. Seit 2002 ist er ebenda Professor für Psychopathologie chronischer Traumatisierung. Im Jahr 2019 wurde ihm Berufsverbot als Psychotherapeut erteilt, weil er – wie das zuständige Disziplinargericht feststellte – eine Patientin über 20 Jahre hinweg unsachgemäß behandelt hat, sich übergriffig verhielt, das Berufsgeheimnis verletzte, und die Patientenakte unangemessen und fehlerhaft führte.

## Publikationen (Auswahl)
- Onno van der Hart, Ellert R. S. Nijenhuis, Kathy Steele: The haunted self: structural dissociation and the treatment of chronic traumatization. 1. Auflage. W.W. Norton, New York 2006, ISBN 0-393-70401-7 (englisch).
- Suzette Boon, Kathy Steele, Onno van der Hart: Coping with trauma-related dissociation: skills training for patients and their therapists. 1. Auflage. W. W. Norton & Company, New York, NY 2011, ISBN 978-0-393-70646-8 (englisch).
- Kathy Steele,  Suzette Boon, Onno van der Hart: Treating trauma-related dissociation: a practical, integrative approach. New York 2017, ISBN 978-0-393-70759-5 (englisch).